# アシボソ
アシボソ(Microstegium vimineum (Trin.))はイネ科アシボソ属の雑草である。ひょろひょろとした姿で湿ったところに生育する。穂が棒状なのが少し変わっている。

## 特徴
細長い一年草で、少数の太い穂をつける。茎の下部はまばらに枝分かれしながら地表を這い、節ごとに根を下ろし、葉をつける。葉の基部は長い葉鞘となり、葉身は細長い楕円形、無毛で葉鞘の口にのみまばらに毛がある。
秋には長い茎を真っすぐからやや斜めに伸ばし、高さは50-100cmにも達する。花序はその先端にひとつつく。枝分かれしない穂が2-3本、やや寄り合って着き、それぞれに上か斜め上に真っすぐに伸びるか、やや開いて着く。個々の穂は長さ5-7cmで、小穂がその軸に密着し、やや太い棒状に見える。
小穂は軸の節ごとに柄のあるものとないものが一つずつ対を成している。それぞれの小穂はほぼ同じ形で、両性花を一つだけ含む。護頴には長い芒がある。

## 生育環境
林縁や木陰に生えるが、耕作地周辺にも出てくる。やや湿ったところに多く、用水路等で見かけることが多いが、道端に出ることもある。

## 分布
日本全土に見られる。国外では朝鮮、中国、インドネシア、インドまで分布する。
北アメリカには梱包材として中国から入り、広範囲の地域に侵入し、非常に繁茂しているとのこと。

## 変異
ヒメアシボソ(forma willdenowianum (Nees.))は小穂の芒が全くないものである。アシボソよりやや小さいとも言うが、両者はそれ以外のほとんど違いはなく、区別しないことも多い。両者は混成して見られると言う。
なお、分類学上の扱い、及び学名にはやや揺れがある。北村他(1964)は頭記のアシボソの学名をヒメアシボソに当て、アシボソを subsp. polystachia (Franch. et Savat.) としており、アシボソに芒があるとしている。いずれにせよその差は大きくなく、種の判断としてはどっちでもよいと思われる。素人はアシボソでまとめておいて、専門家に議論させておくのが無難であろう。

## 近縁種等
アシボソ属は旧世界の暖地を中心に約30種が知られる。日本では四種ほどが知られるが、ササガヤなど他の種は、穂が細長く、茎の先端からやや開いてしなだれるようになるため、見かけは随分異なる。また、どちらかと言えば山間部や林縁などに多く、人為的な環境に出ることは少ない。